# Fjällräven
Fjällräven est une marque suédoise de vêtements et d’équipement de randonnée. Elle a été fondée en 1960 par Åke Nordin.
L’histoire de Fjällräven commence en 1950 lorsque Åke Nordin, âgé de 14 ans et originaire de Örnsköldsvik en Suède du nord, est sur le point d’aller faire une randonnée dans les montagnes. Il porte un sac en forme de poire inconfortable et cela lui donne l’idée de bricoler des sacs plus confortables. Le siège social de l'entreprise est à Örnsköldsvik.
Fjällräven signifie renard arctique en suédois et ce nom rend hommage au petit prédateur qui vit dans les montagnes suédoises.

## Histoire de l'entreprise

### Le fondateur Åke Nordin
Åke Nordin est né le 17 mars 1936 à Örnsköldsvik, en Suède. Le père de Åke Nordin, Karl-Erik Nordin, était un marchand de fruits, époux de Gunhild, la mère de Åke. La famille a eu quatre enfants qui ont été exposés très tôt à la vie en plein air en Suède. L'intérêt et l'implication précoces de Nordin dans cette vie sont à l'origine de son idée de créer un sac à dos pouvant contenir tout l'équipement nécessaire à ses aventures. Åke Nordin aimait les terrains montagneux, les montagnes et les forêts désolées.

### Conception du premier sac à dos
En 1960, la société Fjällräven a été fondée dans un sous-sol d'Örnsköldsvik, la ville natale d'Åke Nordin. L'idée de la société lui est venue alors qu'il était enfant. Jeune homme, Nordin était membre des scouts et, au cours de leurs excursions et de leurs randonnées en montagne, il s'est rendu compte qu'il n'existait pas de sac à dos à la fois confortable et pratique. En 1950, la famille Nordin passe l'été dans son chalet d'Örnsköldsvik. C'est au cours de cet été qu'Åke Nordin, âgé de 14 ans, conçoit le premier sac à dos, qui inspirera plus tard la société Fjällräven. Le premier sac à dos était en forme de V pour que le centre de gravité soit le plus haut possible. Åke avait appris que le centre de gravité devait être le plus haut possible en lisant le magazine américain Popular Mechanics. Pour que le sac à dos soit stable, il l'a fixé à un cadre en bois. Le cadre en bois a été construit comme une petite échelle et lubrifié avec de l'huile de lin, une approche qui permet au bois de repousser l'humidité. Le sac à dos lui-même a été cousu par Åke Nordin à l'aide de la machine à coudre de sa mère. La création en coton, qui ressemble à un sac, a été attachée à l'armature en bois. Nordin a utilisé des bandes de cuir pour attacher le tissu au cadre en bois.
Le sac à dos a été testé au cours d'une des nombreuses aventures d'Åke Nordin dans la forêt. Des passants, des éleveurs de rennes et des forestiers ont demandé à Nordin de leur fabriquer des sacs similaires. Les Samis qu'il a rencontrés au cours de ses promenades ont remarqué le sac et, au fil du temps, Nordin a rapporté des sacs qu'il a vendus aux personnes qu'il a rencontrées. C'est à partir de ce sac à dos qu'est née l'idée de créer une entreprise. Åke Nordin souhaitait trouver des solutions pratiques et des produits plus adaptés à une utilisation dans la nature. Après avoir passé 15 mois dans l'armée, il est devenu de plus en plus convaincu qu'il existait un marché pour son invention.

### Lancement du premier sac à dos
L'idée d'utiliser un cadre en aluminium au lieu d'un cadre en bois est née pendant la guerre froide. C'est à cette époque que les Soviétiques ont lancé dans l'espace le satellite Spoutnik 1, que l'on pouvait voir d'Örnsköldsvik en fin de soirée. En voyant Spoutnik 1, Nordin a pensé que l'aluminium remplaçait parfaitement le bois utilisé auparavant dans les sacs à dos. L'aluminium est léger et durable, mais le problème est que le matériau est difficile à façonner. Il a donc tenté sa chance et a essayé d'assembler les différentes parties du matériau. Après des tentatives infructueuses, Nordin a décidé de contacter l'ASEA, qui a rejeté sa proposition, affirmant qu'elle était impossible et qu'il devait la résoudre lui-même. Finalement, le prototype avec un cadre en aluminium est prêt et l'entreprise est prête à se lancer.

### Les premières années de l'entreprise
En mai 1960, la quatrième édition du magazine de l'Association suédoise du tourisme a été publiée et contenait l'une des premières publicités de l'entreprise pour le nouveau sac à dos lancé par Fjällräven. Cette publicité se compose de photos en noir et blanc d'un homme portant un grand sac à dos sur son dos. L'homme s'appelait Åke Nordin et les photos avaient été prises devant leur maison à Örnsköldsvik. Le numéro de téléphone indiqué dans l'annonce était celui de la maison de la famille Nordin à Örnsköldsvik. Au cours des premières années, la maison familiale sert de siège social, d'usine et de salle de séjour.
La demande augmentant, Nordin doit embaucher des aides. Il contacte plusieurs entreprises pour fabriquer différentes parties du sac à dos. Une couturière d'Örnsköldsvik est chargée de coudre le sac à dos. Nordin lui ordonne de coudre les coutures avec le fil le plus solide. La couture doit être placée exactement à 1,27 cm du bord du tissu. Il achète des lanières de cuir chez Hägglund & Söner et les troue lui-même. Il a ensuite assemblé les différentes parties du sac à dos pour créer le produit fini. À cette époque, le sac à dos coûtait 39 SEK, mais si vous en achetiez deux, vous bénéficiiez d'une réduction de 9 SEK.

### Les années 1960 et au-delà
Dans les années 1960, les problèmes de dos ont commencé à se répandre parmi les personnes de tous âges, tandis que les sacs à bandoulière devenaient de plus en plus populaires. À la fin des années 1970, les statistiques montraient que 80 % de la population suédoise souffrait de problèmes de dos, et les enseignants et médecins scolaires s'en inquiétaient beaucoup. [En conséquence, Fjällräven lance en 1978 le sac à dos qui est encore populaire aujourd'hui dans le monde entier : le « Kånken ». 7] Le nouveau sac à dos se vend mieux que prévu, avec environ 30 000 Kånken vendus en 1979. 8] Entre 1980 et 1990, Fjällräven se concentre sur l'expansion mondiale, en élargissant sa gamme pour la rendre accessible à d'autres pays que la Suède. L'expansion a commencé en Scandinavie, mais s'est ensuite étendue à l'Europe.

## Logo
Le renard arctique est un animal qui a très tôt fasciné Åke Nordin. Le renard arctique est l'un des animaux les plus anciens de la péninsule scandinave. Pour Åke Nordin, qui a passé beaucoup de temps dans ces environnements depuis son enfance, cet animal était très captivant. Sa capacité à survivre dans des climats extrêmes l'a impressionné. On sait depuis longtemps qu'un randonneur ou un aventurier expérimenté qui a passé du temps dans la nature scandinave est connu comme un « vrai renard des montagnes ». Pendant longtemps, c'est exactement ce que Nordin a voulu être, un vrai renard des montagnes.
Au départ, le logo représentait un renard dévalant une colline, mais Erland Westerberg, le directeur commercial de Friluftsmagasinet à l'époque, a estimé que ce logo n'était pas assez remarquable. Un nouveau logo a été esquissé, qui a finalement été compilé par Kjell Olsson. Une image minimaliste de la tête d'un renard de montagne et de sa queue a été créée. Fjällräven a d'abord été écrit dans la police de caractères Frankfurter, en lettres rondes. En 2017, l'entreprise a décidé d'actualiser sa police de caractères. Letters from Sweden a été chargé de créer une police de caractères unique pour le logo, qu'ils ont baptisée Arctic Fox.

### Le prix Signum
En 2009, Fjällräven a remporté le prix Signum pour la meilleure promotion de sa marque. L'entreprise a en effet résisté à la tentation de moderniser son logo. Fjällräven a ainsi démontré qu'une image de marque solide est un facteur important de la réussite d'une entreprise.

## Produits

### Kånken
Kånken a été lancé en 1978 et est devenu un sac à dos populaire pour tous les âges. Le nom vient à l'origine du mot kånka qui est un synonyme de « porter ». Le Kånken a été conçu pour transporter les classeurs scolaires sans les détruire. Pour déterminer les dimensions, des annuaires téléphoniques ont été utilisés comme prototypes. Le sac à dos Kånken comportait déjà une base de siège classique dans un grand compartiment intérieur. Le sac à dos était doté de bretelles étroites et d'une poignée sur le dessus. L'idée de départ était de pouvoir y ranger deux classeurs A4, un siège et un thermos.
La popularité du sac à dos s'est accrue et il est devenu populaire en Suède, au Danemark et en Norvège. Le Japon est également devenu un marché important pour le sac à dos et les discussions ont commencé à porter sur l'élargissement de la gamme en termes de couleurs du sac à dos. En 2008, le sac à dos a commencé à être produit en différentes couleurs : rose, bleu, jaune et noir.
Aujourd'hui, le Kånken est l'un des sacs à dos les plus vendus au monde, avec près de 3 millions d'unités vendues et 200 000 unités produites chaque année. Malgré le temps écoulé depuis le lancement du premier Kånken, son apparence n'a pas changé depuis plus de 40 ans. Aujourd'hui, le sac à dos est utilisé aussi bien pour la plage que pour les activités de plein air.